# Куливар, Виктор Павлович
Куливар Виктор Павлович (укр. Кулівар Віктор Павлович; 1949, Одесса, СССР — 21 апреля 1997, Украина) — одесский криминальный авторитет, известный по прозвищу Карабас. За свою жизнь имел только одну судимость за хулиганство. Был убит в 1997 году.

## Биография
Виктор Куливар родился и вырос в Одессе. Его отец был военным, но умер рано. Мать зарабатывала деньги на хлеб для себя и ещё двоих детей, убирая на рынке «Привоз».
Заниматься грабежами Виктор Куливар начал в шестом классе. Примерно в это время и произошло его знакомство с криминальным миром.
В тюрьму он попал в девятом классе. Тогда Виктор вступил в драку, за что впоследствии получил свой срок за хулиганство. Это был первый и последний случай, когда Куливар сидел в тюрьме.
После отбывания срока он долго не мог найти нормальную работу и начал зарабатывать обменивая чеки, которыми часто расплачивались с моряками, на деньги. В этой деятельности он, небезосновательно, заработал репутацию афериста.
Виктор Куливар не был вором в законе. Некоторые источники утверждают, что он отказался от коронования в воровские ряды, которое ему предлагали ещё в 80-х годах, так как считал, что жизнь по воровским законам не походит для него. К примеру, по криминальным понятиям ворам нельзя жениться, Куливар же был женатым человеком. Он любил детей. Взял в жены женщину с ребёнком, которого воспитывал, как своего родного. Также он часто бывал в окружении звезд мирового уровня и посещал светские мероприятия, которые обычно воры не посещают.
После развала Советского Союза Виктор Куливар начал заниматься рэкетом. Его покровительство считалось гарантом безопасности, а брал он за него не больше 10 % от прибыли предприятия.
В последние годы жизни Виктор Куливар установил контроль над всем нефтяным портовым бизнесом.
Также бытует мнение, что авторитет Карабаса в Одессе был настолько значим, что в городе не происходило ни одного ограбления без его ведома.
Карабас также выступал в международных разборках мафий в роли третейского судьи.

## Происхождения прозвища
Существует несколько версий происхождения прозвища «Карабас» у Виктора Куливара.
Одна из версий говорит, что Виктор Куливар жил над магазином «Золотой Ключик». Отсюда, по мнению некоторых людей, и могло произойти его прозвище.
Вторая версия говорит о том, что Виктор Куливар умело манипулировал людьми, словно марионетками. Это могло стать причиной его ассоциации со сказочным персонажем.
Третья версия основывается на хулиганском характере Куливара, который проявился ещё со школьных годов. Он избивал и пугал младших детей, отбирал у них вещи, из-за такого поведения и мог получить свое прозвище.
Также есть версия, что «Карабасом» прозвали Виктора Павловича Куливара за его внешний вид, по контрасту с его долговязостью и худобой.

## Убийство
21 апреля 1997 года Виктор Куливар, приехал в баню на улице Асташкина, куда приезжал каждый понедельник. Убийца его поджидал там.
Во дворе возле бани он был убит из пистолета-пулемета «Скорпион». На его теле было несколько пулевых ранений, причиной смерти стало восьмое по счету попадание, оно приходилось в висок. Преступление до сих пор не раскрыто.
Причин для покушения можно выделить несколько, среди них:
- попытка борьбы Виктора Куливара за официальную власть городе;
- попытка прокручивать большие сделки за пределами Одессы и даже страны, где он мог перейти дорогу тамошним криминальным авторитетам;
- конкурентная борьба с бандитами, которые занимались рекетом;
- постановка контроля над нефтяным бизнесом в порту, за который тогда была война[3]

Ранее милиция уже задержала одного киллера, в списке которого значился Карабас, однако осторожности это не добавило в поведении Виктора Павловича Куливара.
По одной из версий, в убийстве мог быть замешан высокопоставленный чиновник, кто-то из большой политики или правоохранительной системы, так что раскрывать это убийство попросту невыгодно.
Источники отмечают многолюдные похороны бывшего криминального авторитета. Могила Виктора Куливара находится на Втором христианском кладбище в Одессе, участок 17.
Возле бани, где его расстреляли, висит мемориал с надписью:
Здесь 21 апреля 1997 года предательски был убит Куливар Виктор Павлович. Вечная светлая память тебе, Карабас, от друзей- товарищей
После смерти Карабаса, его преемником стал Александр Ангерт, известный криминальный авторитет по прозвищу Ангел.
Вскоре после убийства Виктора Куливара криминальные войны приобрели иной, более жестокий вид. В частности, в августе 1997, на людной улицы был убит известный журналист Борис Деревянко, а в самой Одессе значительно участились кровавые разборки. Это часто связывают со смертью Виктора Куливара.